# Ordre Executiva 6102

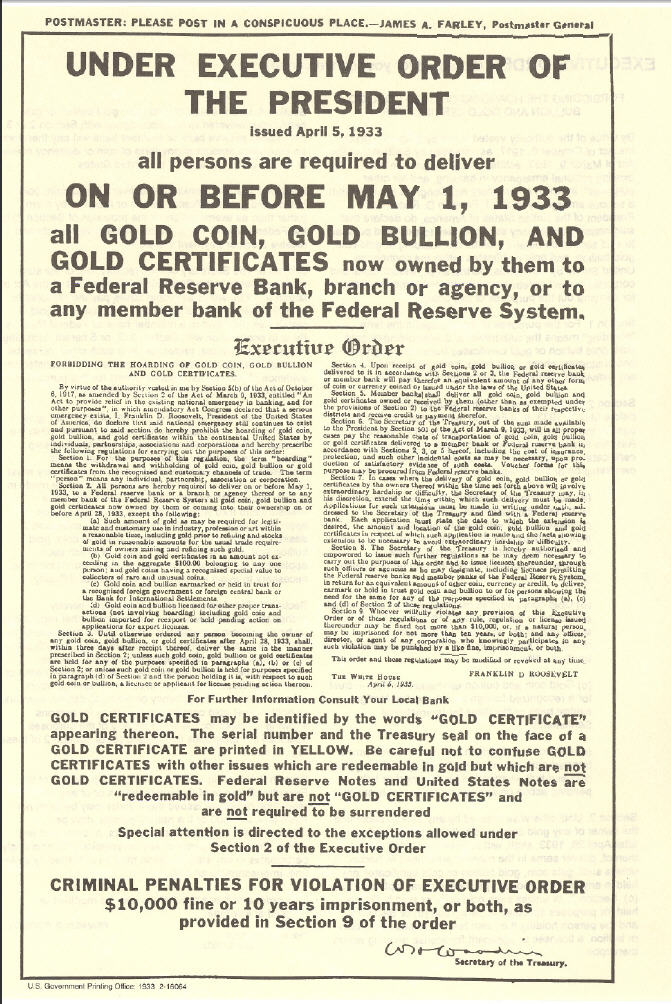
Text de lExecutive Order 6102

L'Ordre Executiva 6102 (en anglès, Executive Order 6102) va ser una ordre executiva signada el 5 d'abril de 1933 pel president dels Estats Units Franklin D. Roosevelt, que prohibia l'acumulació privada d'or amonedat, en brut, o en certificats per part dels ciutadans nord-americans.
Aquesta norma obligava els ciutadans dels Estats Units a lliurar a la Reserva Federal tot l'or del qual disposessin, ja fos or en monedes, en brut, o en certificats; a canvi rebrien 20,67 dòlars per cada unça troy (31,1 grams) lliurada. Els infractors d'aquesta norma patirien multes de fins a 10 000 dòlars o deu anys de presó, o ambdues penes en simultani. La data màxima de lliurament era l'1 de maig de 1933.
Aquesta ordre executiva excloïa específicament joiers, artistes, dentistes, i altres individus que utilitzessin quantitats d'or en el seu treball permanent. La quantitat màxima d'or que podia conservar un ciutadà nord-americà era de 100 dòlars en monedes d'or, un equivalent aproximat de cinc unces troy d'aquest metall preciós. Gràcies a aquest decret, el govern federal va disposar de grans quantitats d'or i va poder elevar el preu d'aquest metall per a transaccions a l'estranger fins al nivell de 35 dòlars l'unça troy.
Aquesta modificació va quedar oficialitzada el 1934, i els Estats Units (que encara utilitzaven el patró or) van elevar el valor d'intercanvi del dòlar per or en 35 dòlars per unça troy, la qual cosa explica la urgència del govern de Franklin D. Roosevelt a disposar de tot l'or físic que pogués trobar-se en territori dels EE.UU. i canviar-lo obligatòriament per dòlars, com a mitjà d'estabilitzar la moneda després de la Gran Depressió. Cal recordar que conforme a les normes del patró or, el dòlar nord-americà es mantenia convertible en aquests anys (és a dir, el diner fiduciari era intercanviable per or físic).

## Cancel·lació del patró or
Aquest preu de 35 dòlars per unça troy d'or va continuar vigent fins a 1971 quan el govern del president Richard Nixon va declarar la fi de la convertibilitat en or del dòlar, establint que el govern dels EE.UU. cessava els seus bescanvis de dòlars per or, abandonant així definitivament el patró oro per a les transaccions a l'estranger.
Les limitacions a la possessió d'or als EE.UU. van quedar derogades definitivament el 1974 mitjançant una nova llei promulgada pel president Gerald Ford, que permetia als particulars posseir or en quantitats indeterminades, ja sigui en monedes, en brut, o en certificats.